# Rüdiger Safranski
Rüdiger Safranski (Rottweil, 1º gennaio 1945) è un filosofo tedesco.

## Biografia
Dal 1965 al 1972 Safranski ha studiato filosofia (tra gli altri, con Theodor W. Adorno), letteratura tedesca, storia e storia dell'arte alla Università Goethe di Francoforte e alla Università libera di Berlino (poi Berlino Ovest), dove ha lavorato come lettore assistente in letteratura tedesca dal 1972 al 1977.
Ha ottenuto nel 1976 un PhD con una dissertazione dal titolo Studi sullo sviluppo della letteratura della classe operaia nella Repubblica Federale Tedesca (in originale: Studien zur Entwicklung der Arbeiterliteratur in der Bundesrepublik).
Negli ultimi anni 1970 ha lavorato come editore del "Berliner Hefte zur Geschichte des literarischen Lebens", una rivista sulla vita letteraria. Dal 1987 è uno scrittore freelance.
Nel 2005 ha sposato la sua fidanzata di lunga data Gisela Nicklaus. Dopo aver vissuto a Berlino e a Monaco, dal 2010 si è trasferito a Badenweiler.
Dal 2012 insegna in qualità di professore onorario alla Freie Universität di Berlino.

## Opere e apparizioni televisive
Le opere più popolari di Safranski sono monografie su Friedrich Schiller, E.T.A. Hoffmann, Arthur Schopenhauer, Friedrich Nietzsche, Martin Heidegger, Goethe e il Romanticismo tedesco.
Dal 2002 ha co-ospitato (insieme a Peter Sloterdijk) un dibattito bimestrale su filosofia e questioni etiche per il canale pubblico della televisione tedesca ZDF titolato Quartetto filosofico (in originale: Philosophisches Quartett).

## Premi  e riconoscimenti
- 1995 Friedrich Märker Prize in Saggistica
- 1996 Wilhelm Heinse Medal dell'Accademia Mainz di Scienze e Letteratura
- 1998 Premio Ernst Robert Curtius per scritti di saggistica
- 2000 Premio Friedrich Nietzsche dello Stato del Saxony-Anhalt
- 2003 Premio Internazionale Friedrich Nietzsche, della Società italiana Friedrich Nietzsche
- 2005 Leipzig Book Fair Prize nella categoria Non-Fiction/Essays per Schiller, or The Invention of German Idealism
- 2006 Friedrich-Hölderlin-Preis della città di Bad Homburg
- 2006 Welt-Literaturpreis
- 2009 Premio letterario Corine
- 2014 Premio letterario Konrad-Adenauer-Stiftung[3]

## Opere
- Studien zur Entwicklung der Arbeiterliteratur in der Bundesrepublik, 1976
- E.T.A. Hoffmann. Das Leben eines skeptischen Phantasten, 1984
- Schopenhauer e gli anni selvaggi della filosofia. Una biografia (Schopenhauer und die wilden Jahre der Philosophie. Eine Biographie, 1988), traduzione di Luca Crescenzi, Firenze, La Nuova Italia, 1997, ISBN 88-221-1877-4. - TEA, Milano 2008 ISBN 978-88-502-1759-5.
- Wieviel Wahrheit braucht der Mensch? Über das Denkbare und das Lebbare, 1990
- Heidegger e il suo tempo (Ein Meister aus Deutschland. Heidegger und seine Zeit, 1994), traduzione di Nicola Curcio, a cura di Massimo Bonola, Collana Il Cammeo n.303, Milano, Longanesi, 1996, ISBN 88-304-1317-8. - TEA, Milano 2001 ISBN 978-88-7818-972-0.
- Il Male. La riflessione nella cultura occidentale dall'antichità a oggi (Das Böse oder Das Drama der Freiheit, 1997, traduzione di Cesare De Marchi, Collana Il Cammeo n.471, Milano, Longanesi, 2006, ISBN 88-304-1663-0.
- Nietzsche. Biografia di un pensiero (Friedrich Nietzsche. Biographie seines Denkens, 2000), traduzione di Stefano Franchini, Collana Il Cammeo n.378, Milano, Longanesi, 2001, ISBN 88-304-1882-X. - TEA, Milano 2003 ISBN 978-88-502-0599-8.
- Quanta globalizzazione possiamo sopportare? (Wieviel Globalisierung verträgt der Mensch?, 2003), traduzione di Umberto Gandini, Collana Il Cammeo n.399, Milano, Longanesi, 2003, ISBN 88-304-2069-7.
- Schiller oder die Erfindung des Deutschen Idealismus, 2004
- Schiller als Philosoph. Eine Anthologie, 2005
- postfazione a Cees Nooteboom, Philip e gli altri, trad. David Santoro, Iperborea, Milano 2005
- Il Romanticismo (Romantik. Eine deutsche Affäre, 2007), traduzione di Umberto Gandini, Collana Nuovo Cammeo n.541, Milano, Longanesi, 2011, ISBN 978-88-304-2611-5.
- Nietzsche per i contemporanei (antologia, a cura di R. Safranski), trad. Stefano Franchini, Guanda, Parma 2007 ISBN 978-88-6088-031-4
- Goethe und Schiller. Geschichte einer Freundschaft, 2009
- Cees Nooteboom, Avevo mille vite e ne ho preso una sola, breviario scelto da Rüdiger Safranski, a cura di Fulvio Ferrari e Marco Agosta, Iperborea, Milano 2011 ISBN 978-88-7091-194-7
- Goethe. Kunstwerk des Lebens. Biografie, 2013